# Champrepus
Champrepus (prononcé [ˈʃɑ̃pʁepyː]) est une commune française, située dans le département de la Manche en région Normandie, peuplée de 322 habitants.

## Géographie
Le bourg de Champrepus est à 7,5 km à l'ouest de Villedieu-les-Poêles et à 5,5 km de l'accès 37 de l'autoroute A84. S'étendant sur 912 hectares, le territoire est dans l'arrondissement de Saint-Lô, limitrophe des arrondissements d'Avranches et de Coutances.
Le territoire est traversé d'est en ouest par la route départementale no 924 (ancienne route nationale 24bis) passant par le bourg et menant à Fleury et à Villedieu-les-Poêles à l'est et à Beauchamps et à Granville à l'ouest. Elle croise la D 238 qui permet de rejoindre au nord Le Mesnil-Garnier et au sud la D 165 reliant La Haye-Pesnel et Le Tanu à Fleury. L'A84 (sortie 37) est accessible à 5,5 km à l'est, à Fleury.
Champrepus est dans le bassin de la Sienne, par son sous-affluent l'Airou qui délimite le territoire à l'ouest. Trois de ses affluents parcourent le territoire communal : la Douquette qui marque la limite avec La Lande-d'Airou au sud, le ruisseau de la Hébarbe qui parcourt puis délimite le territoire avec Le Mesnil-Villeman au nord et un modeste ruisseau dont le bourg surplombe le vallon.
Le point culminant (156 m) se situe en limite nord-est, près du lieu-dit la Vallée. Le point le plus bas (57 m) correspond à la sortie de l'Airou du territoire, au nord-ouest. La commune est bocagère.
| Le Mesnil-Villeman         | Le Mesnil-Garnier | Fleury           |
| Beauchamps, La Haye-Pesnel | Champrepus        | Fleury           |
| Le Tanu                    | La Lande-d'Airou  | La Lande-d'Airou |

### Hydrographie
La commune est située dans le bassin Seine-Normandie. Elle est drainée par l'Airou, la Douquette, le ruisseau de la Hebarbe, le cours d'eau 01 de la Maison Trompette, le fossé 01 de la Caboche, le fossé 01 de l'Hôtel Everet, le fossé 01 du Rocher Blin et le fossé 02 de la Charpenterie,,.
L'Airou, d'une longueur de 30 km, prend sa source dans la commune de La Trinité et se jette  dans la Sienne à Ver, après avoir traversé douze communes. Les caractéristiques hydrologiques de l'Airou sont données par la station hydrologique située sur la commune de Gavray-sur-Sienne. Le débit moyen mensuel est de 1,79 m3/s. Le débit moyen journalier maximum est de 21,8 m3/s, atteint lors de la crue du 26 janvier 1995. Le débit instantané maximal est quant à lui de 29,3 m3/s, atteint le 25 octobre 1998.

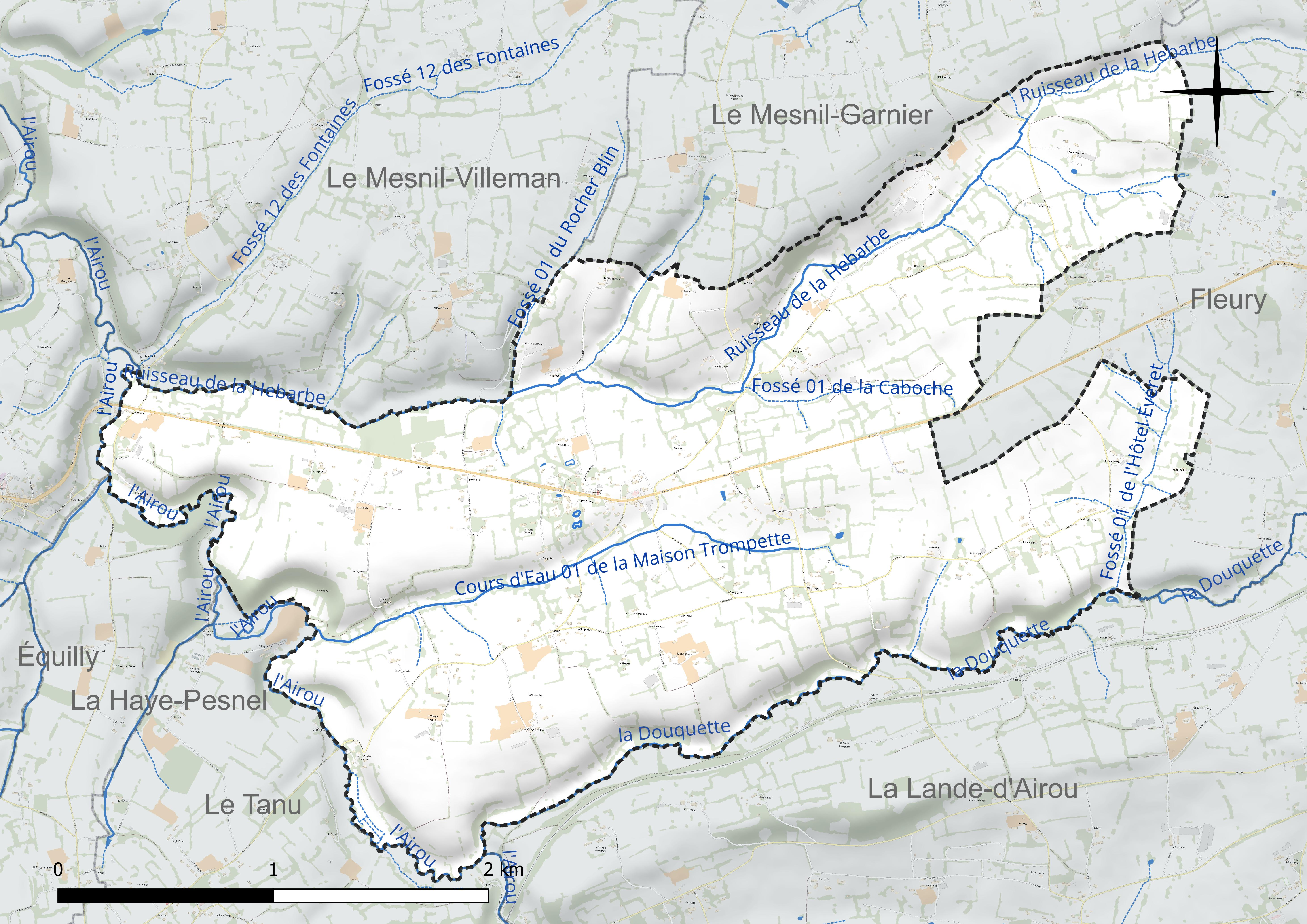
Réseau hydrographique de Champrepus.

### Climat
Pour des articles plus généraux, voir Climat de la Normandie et Climat de la Manche.
En 2010, le climat de la commune est de type climat océanique franc, selon une étude du CNRS s'appuyant sur une série de données couvrant la période 1971-2000. En 2020, Météo-France publie une typologie des climats de la France métropolitaine dans laquelle la commune est exposée à un climat océanique et est dans la région climatique  Normandie (Cotentin, Orne), caractérisée par une pluviométrie relativement élevée (850 mm/a) et un été frais (15,5 °C) et venté. Parallèlement le GIEC normand, un groupe régional d’experts sur le climat, différencie quant à lui, dans une étude de 2020, trois grands types de climats pour la région Normandie, nuancés à une échelle plus fine par les facteurs géographiques locaux. La commune est, selon ce zonage, exposée à un « climat contrasté des collines », correspondant au Bocage normand, bien arrosé, voire très arrosé sur les reliefs les plus exposés au flux d’ouest, et frais en raison de l’altitude.
Pour la période 1971-2000, la température annuelle moyenne est de 10,7 °C, avec une amplitude thermique annuelle de 12,3 °C. Le cumul annuel moyen de précipitations est de 1 001 mm, avec 14 jours de précipitations en janvier et 9,1 jours en juillet. Pour la période 1991-2020, la température moyenne annuelle observée sur la station météorologique la plus proche, située sur la commune de Longueville à 17 km à vol d'oiseau, est de 11,9 °C et le cumul annuel moyen de précipitations est de 802,4 mm,. Pour l'avenir, les paramètres climatiques de la commune estimés pour 2050 selon différents scénarios d’émission de gaz à effet de serre sont consultables sur un site dédié publié par Météo-France en novembre 2022.

## Urbanisme

### Typologie
Au 1er janvier 2024, Champrepus est catégorisée commune rurale à habitat très dispersé, selon la nouvelle grille communale de densité à sept niveaux définie par l'Insee en 2022.
Elle est située hors unité urbaine et hors attraction des villes,.

### Occupation des sols
L'occupation des sols de la commune, telle qu'elle ressort de la base de données européenne d’occupation biophysique des sols Corine Land Cover (CLC), est marquée par l'importance des territoires agricoles (94,1 % en 2018), en diminution par rapport à 1990 (97,7 %). La répartition détaillée en 2018 est la suivante : prairies (63,2 %), terres arables (30,3 %), zones urbanisées (3,5 %), forêts (2,4 %), zones agricoles hétérogènes (0,6 %). L'évolution de l’occupation des sols de la commune et de ses infrastructures peut être observée sur les différentes représentations cartographiques du territoire : la carte de Cassini (XVIIIe siècle), la carte d'état-major (1820-1866) et les cartes ou photos aériennes de l'IGN pour la période actuelle (1950 à aujourd'hui).

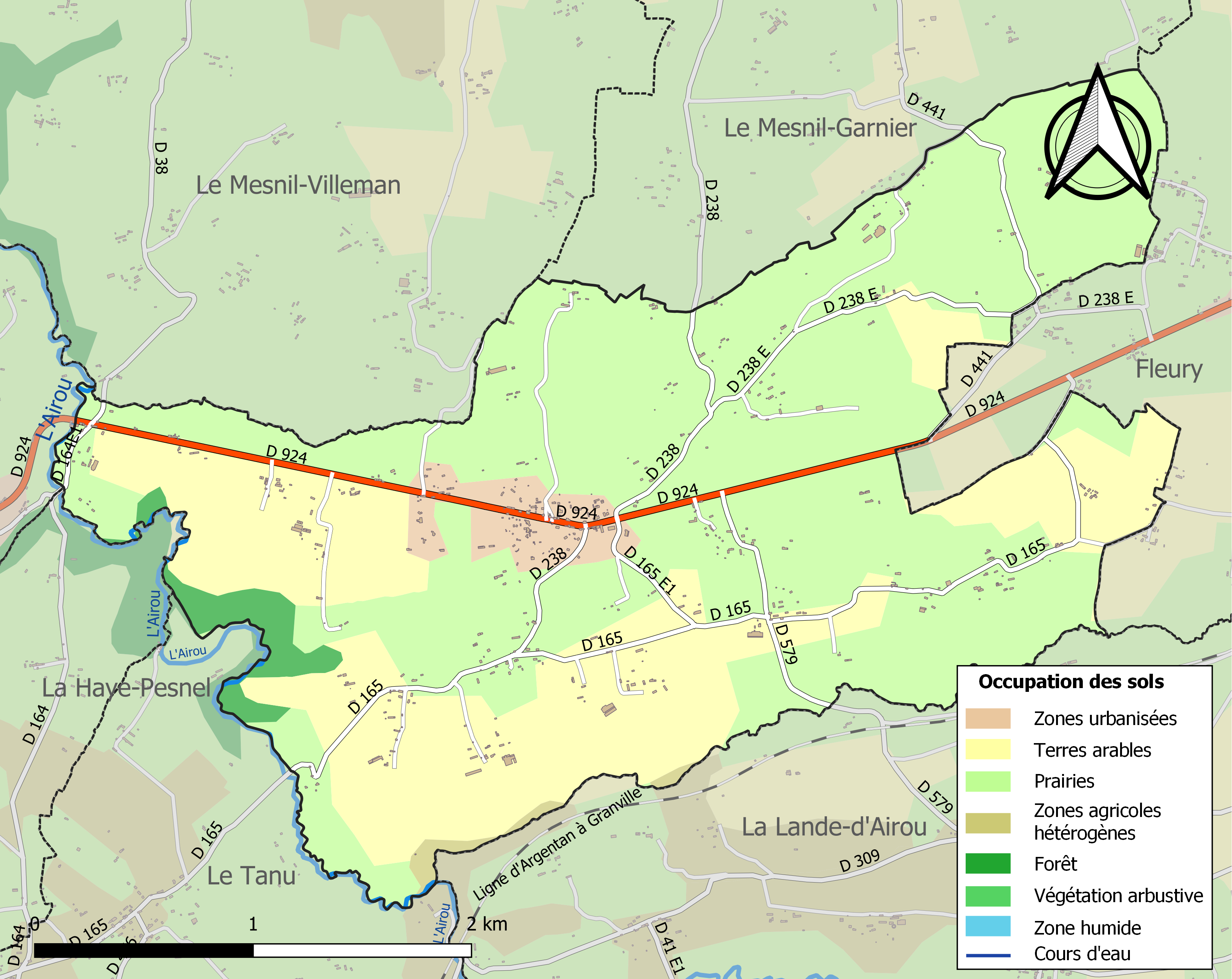
Carte des infrastructures et de l'occupation des sols de la commune en 2018 (CLC).

## Toponymie
Le nom de la localité est attesté sous les formes Campo Repulso en 1180 et 1189, Camprepus vers 1768.
Du latin campus repulsus « champ éloigné, écarté », en suivant les premières attestations du toponyme en latin médiéval.
Le gentilé est Champrepussien.

## Histoire
Des historiens locaux du XIXe siècle, dont M. Lefranc, supérieur du séminaire de Coutances, suivi par MM. Séguin, Desroches et Levalet, virent en Champrépus le lieu de la bataille qui opposa en 56 av. J.-C. Sabinus, lieutenant de César et Viridorix, chef des Unelles.
Le 8 germinal an V (28 mars 1797) fut assassiné par des « patriotes fanatiques » Pierre-Jules-François Le Badet (1745-1795), curé de Champrépus en 1790.

## Politique et administration
| Période                                  | Période   | Identité            | Étiquette | Qualité                |
| ---------------------------------------- | --------- | ------------------- | --------- | ---------------------- |
| avant 1995                               | 1995      | Pierre Letourneur   | DVD       |                        |
| 1995                                     | mars 2014 | Jean-Claude Gautier | SE        |                        |
| mars 2014                                | mai 2020  | Jacques Letourneur  | SE        | Agriculteur            |
| mai 2020                                 | En cours  | Catherine Pépin     | SE        | Auxiliaire vétérinaire |
| Les données manquantes sont à compléter. |           |                     |           |                        |

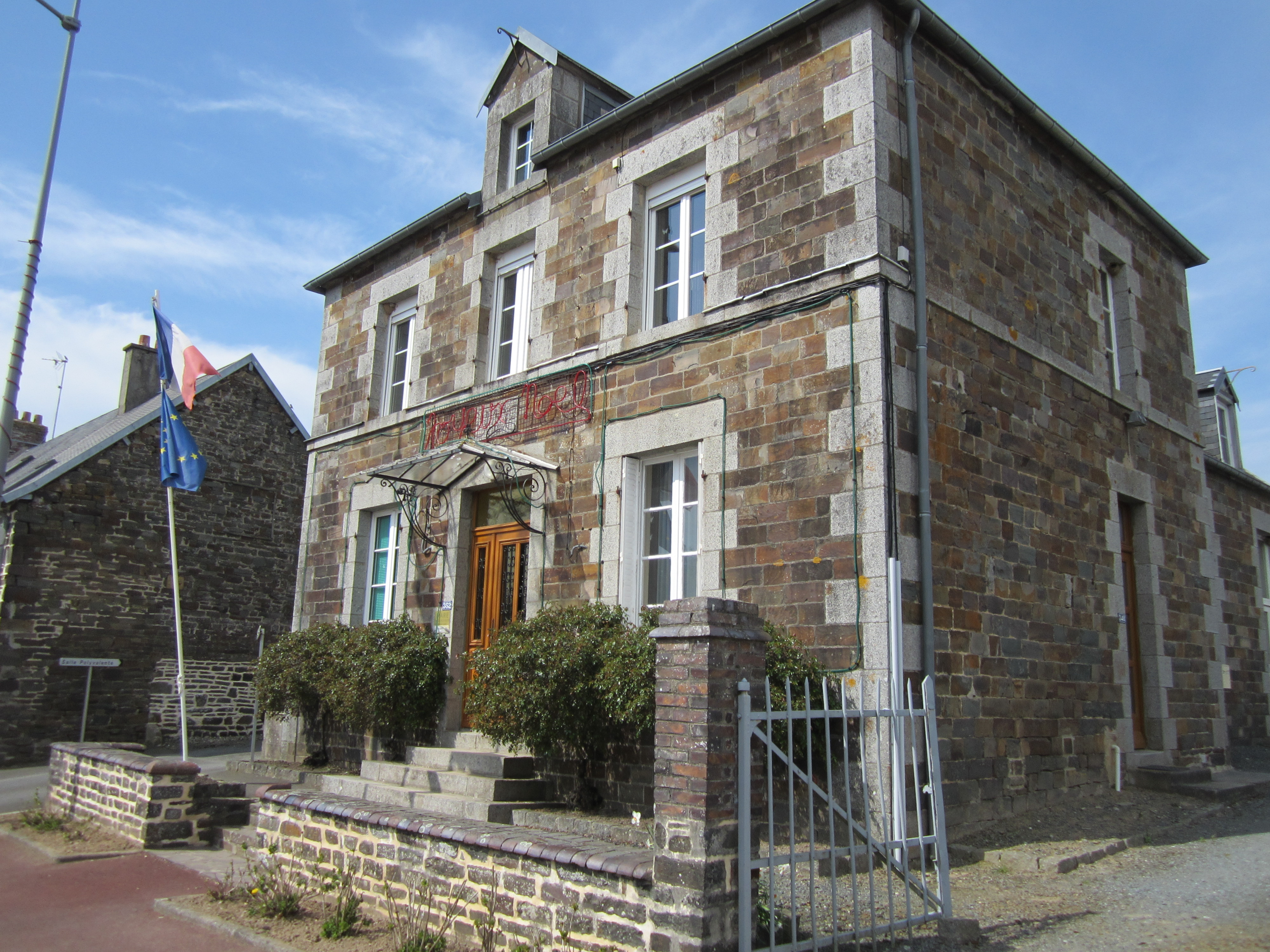
La mairie.

Le conseil municipal est composé de onze membres dont le maire et deux adjoints.

## Démographie
L'évolution du nombre d'habitants est connue à travers les recensements de la population effectués dans la commune depuis 1793. Pour les communes de moins de 10 000 habitants, une enquête de recensement portant sur toute la population est réalisée tous les cinq ans, les populations de référence des années intermédiaires étant quant à elles estimées par interpolation ou extrapolation. Pour la commune, le premier recensement exhaustif entrant dans le cadre du nouveau dispositif a été réalisé en 2005.
En 2022, la commune comptait 322 habitants, en évolution de −4,17 % par rapport à 2016 (Manche : −0,31 %, France hors Mayotte : +2,11 %).
Champrepus a compté jusqu'à 1 001 habitants en 1821.
| 1793 | 1800 | 1806 | 1821  | 1831 | 1836 | 1841 | 1846 | 1851 |
| ---- | ---- | ---- | ----- | ---- | ---- | ---- | ---- | ---- |
| 820  | 802  | 955  | 1 001 | 916  | 900  | 902  | 851  | 888  |

| 1856 | 1861 | 1866 | 1872 | 1876 | 1881 | 1886 | 1891 | 1896 |
| ---- | ---- | ---- | ---- | ---- | ---- | ---- | ---- | ---- |
| 851  | 785  | 757  | 710  | 702  | 705  | 636  | 604  | 555  |

| 1901 | 1906 | 1911 | 1921 | 1926 | 1931 | 1936 | 1946 | 1954 |
| ---- | ---- | ---- | ---- | ---- | ---- | ---- | ---- | ---- |
| 513  | 506  | 431  | 420  | 418  | 435  | 421  | 432  | 404  |

| 1962 | 1968 | 1975 | 1982 | 1990 | 1999 | 2005 | 2006 | 2010 |
| ---- | ---- | ---- | ---- | ---- | ---- | ---- | ---- | ---- |
| 397  | 347  | 315  | 282  | 265  | 237  | 277  | 276  | 303  |

| 2015 | 2020 | 2022 | - | - | - | - | - | - |
| ---- | ---- | ---- | - | - | - | - | - | - |
| 335  | 324  | 322  | - | - | - | - | - | - |

## Lieux et monuments
- Église Saint-Jean-Baptiste (XIIIe, XVIIIe – XXe siècles) avec un clocher en bâtière. Elle abrite un maître-autel (XVIIIe) orné d'un agneau, une chaire à prêcher (XVIIIe), un bénitier (XIVe), une statue de saint Roch et son chien (XIXe).
- Croix de cimetière (1778).
- Le parc zoologique de Champrepus de 8 ha fondé en 1957, par Lucien Lebreton (1891-1980), agriculteur. Yves et Jacques Lebreton, ses petits-enfants poursuivirent et développèrent l'activité, qui n'était à ses débuts qu'une simple volière[30].
- Puits gallo-romains près du presbytère (privés)[30].
- Le moulin de Beauchamps est un ancien moulin à eau datant du XVIIIe siècle, sur l'Airou. Construit à l'origine pour moudre le grain, le moulin a connu plusieurs reconversions au fil des siècles. Il a successivement accueilli une filature textile, puis une scierie, avant d’être transformé en restaurant en 1972. Ce site patrimonial, caractérisé par son architecture en pierre de Beauchamps et son environnement rural, témoigne de l'évolution des activités artisanales et économiques de la région[37].

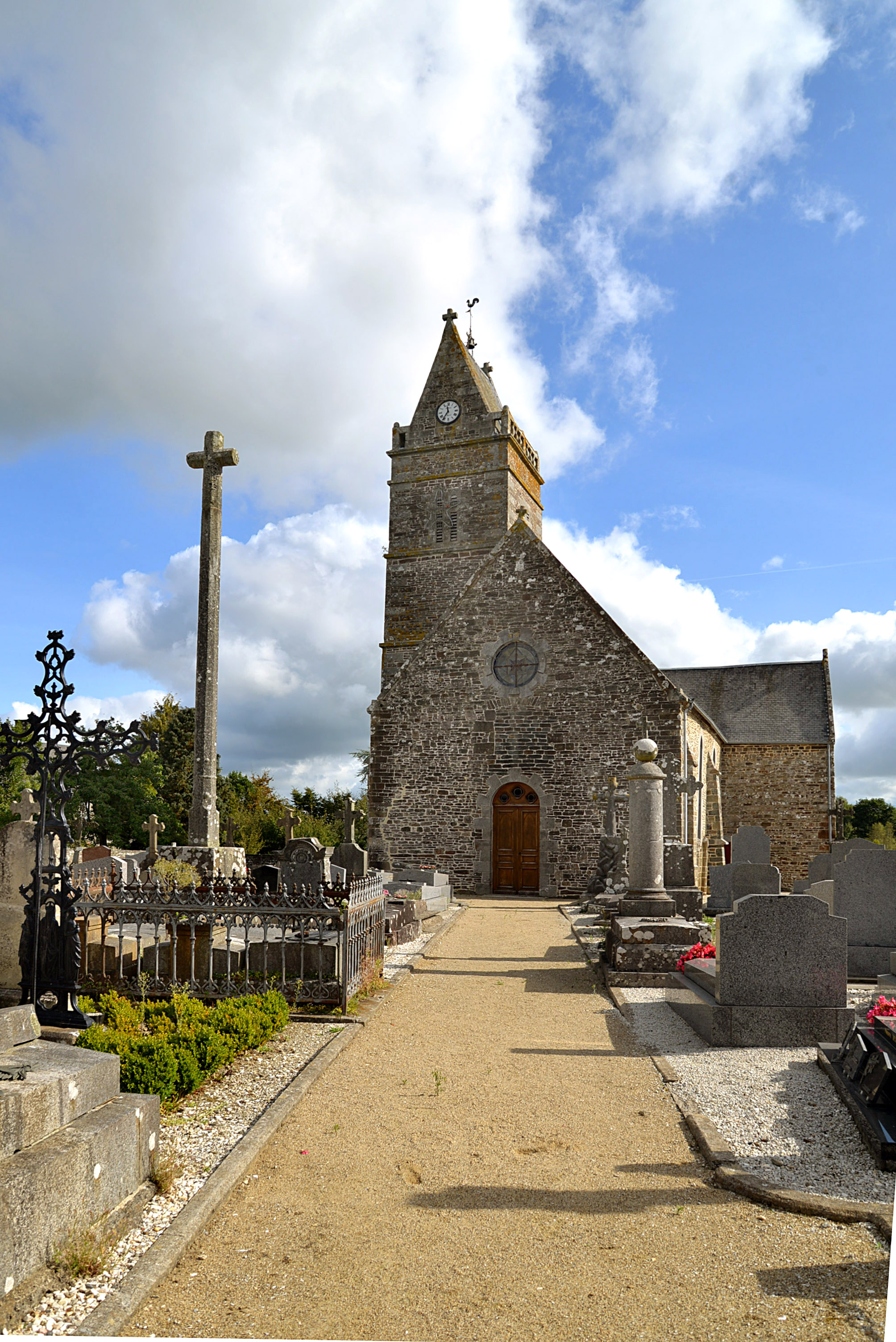
L’église Saint-Jean-Baptiste.
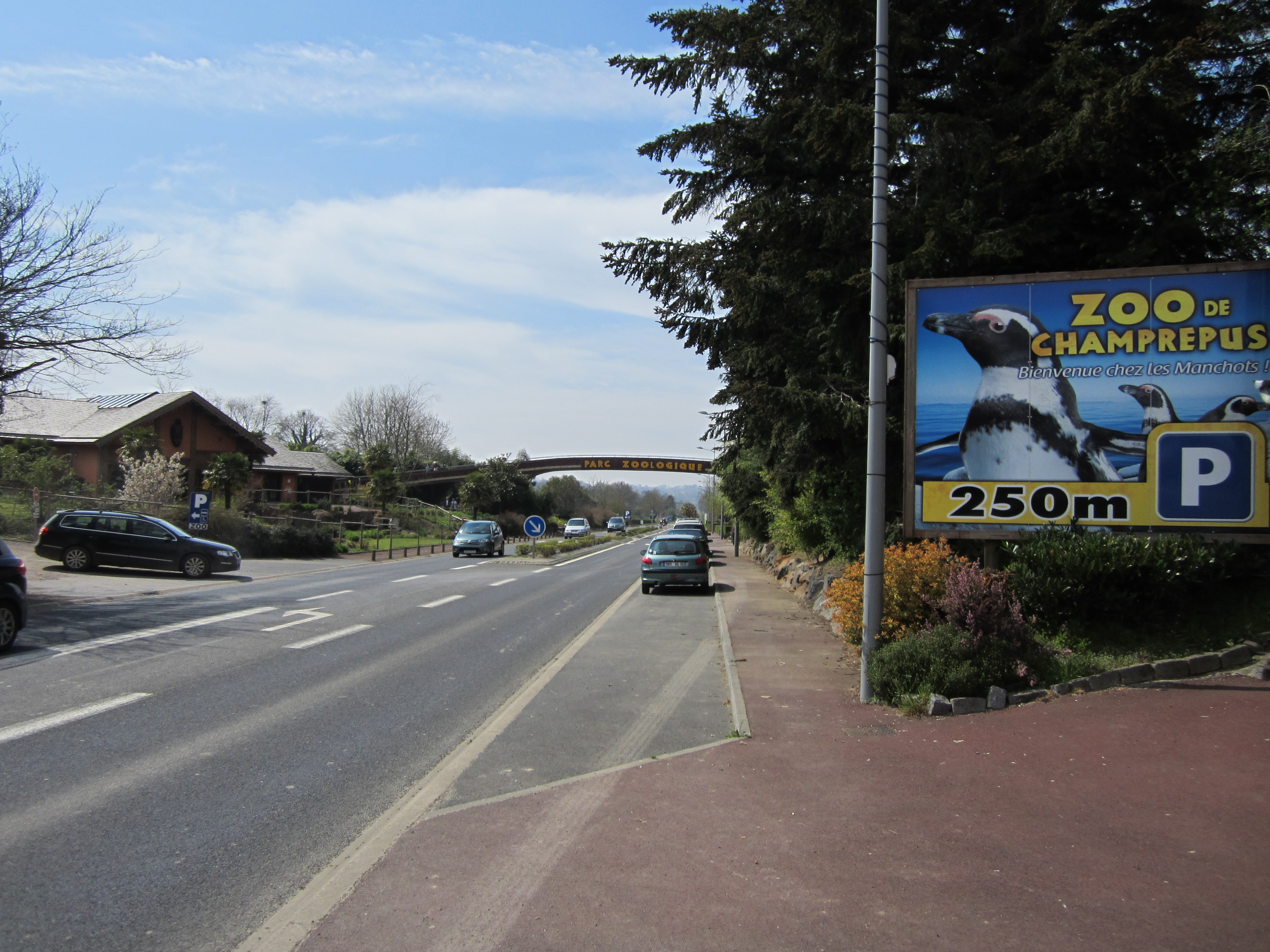
Le zoo et sa passerelle enjambant la RD 924 dans le bourg.
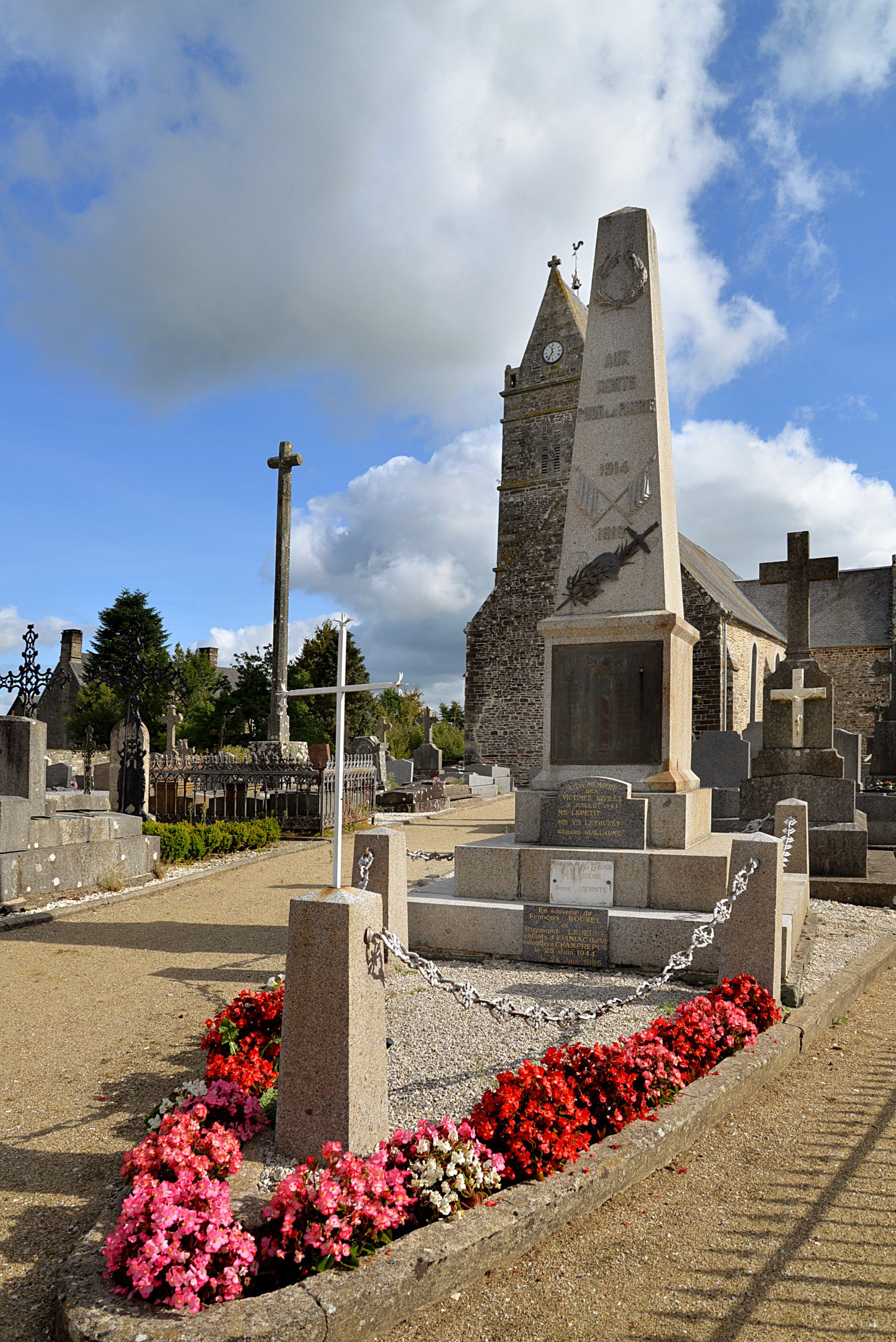
Le monument aux morts.

## Personnalités liées à la commune
- Jacques de Champrépus (1550-1609), poète normand[30].